# Asia-Europe Meeting

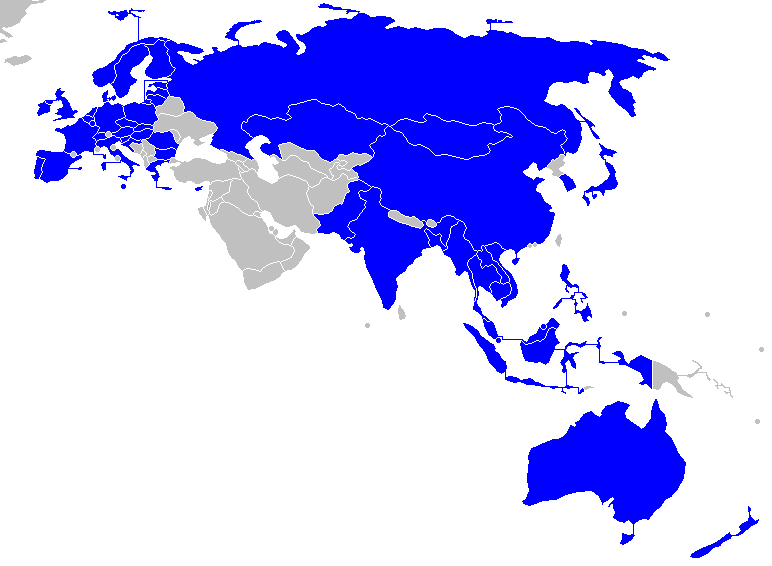
Kaart van Europa en Azië, de lidstaten zijn blauwgekleurd

De Asia-Europe Meeting (ASEM; Nederlands: Aziatisch-Europese Vergadering) is een interregionaal forum voor landen uit Azië en Europa. De eerste conventie vond in 1996 plaats in Bangkok, Thailand. Bij de oprichting bestond het uit de 16 leden van de Europese Unie (EU), de Europese Commissie, de 7 leden van ASEAN, het secretariaat van ASEAN, China, Japan, en Zuid-Korea. Later werden ook de nieuwe leden van de Europese Unie en ASEAN lid. In 2008 voegden India, Mongolië en Pakistan zich bij het overleg, in 2010 Australië, Rusland en Nieuw-Zeeland, en in 2012 Bangladesh, Noorwegen en Zwitserland.
ASEM richt zich op drie gebieden:
- Politiek
- Economie
- Sociale zaken, cultuur en educatie

Het doel van de conventies is om de relaties tussen Azië en Europa op alle gebieden te verbeteren, wat als belangrijk gezien wordt voor een stabiele wereldorde en economie. Dit proces wordt ondersteund door tweejaarlijkse conferenties van de staatshoofden, afwisselend in Europa en Azië, en tweejaarlijkse ontmoetingen van de ministers van buitenlandse zaken, en tevens politieke, economische, en sociaal-culturele ontmoetingen en evenementen op verschillende niveaus.

## Leden
ASEM heeft momenteel 51 partners: 49 landen en 2 internationale organisaties.

### Landen
Australië, Oostenrijk, Bangladesh, België, Brunei, Bulgarije, Cambodja, China, Cyprus, Tsjechië, Denemarken, Estland, Finland, Frankrijk, Duitsland, Griekenland, Hongarije, India, Indonesië, Ierland, Italië, Japan, Zuid-Korea, Laos, Letland, Litouwen, Luxemburg, Maleisië, Malta, Mongolië, Myanmar, Nederland, Nieuw-Zeeland, Noorwegen, Pakistan, de Filipijnen, Polen, Portugal, Roemenië, Rusland, Singapore, Slowakije, Slovenië, Spanje, Zweden, Zwitserland, Thailand, het Verenigd Koninkrijk, Vietnam

### Internationale organisaties
- Europese Commissie
- Secretariaat van ASEAN

## Bijeenkomsten

### Bijeenkomsten van staatshoofden
- ASEM 1: 1-2 maart 1996, Bangkok, Thailand
- ASEM 2: 3-4 april 1998, Londen, Verenigd Koninkrijk
- ASEM 3: 20-21 oktober 2000, Seoul, Zuid-Korea
- ASEM 4: 22-24 september 2002, Kopenhagen, Denemarken
- ASEM 5: 8-9 oktober 2004, Hanoi, Vietnam
- ASEM 6: 10-11 september 2006, Helsinki, Finland
- ASEM 7: 24-25 oktober 2008, Beijing, China
- ASEM 8: 4-5 oktober 2010, Brussel, België
- ASEM 9: 5-6 november 2012, Vientiane, Laos
- ASEM 10: 16-17 oktober 2014, Milaan, Italië

### Bijeenkomsten van ministers
Er worden reguliere bijeenkomsten gehouden van ministers op gebieden van buitenlandse zaken, economische zaken, economie, financiën, natuur, cultuur en educatie. Hiernaast worden bijeenkomsten gehouden buiten de regulaire bijeenkomsten als dit nodig is.
- 8ste ASEM bijeenkomst van ministers van buitenlandse zaken: 28-29 mei 2007, Hamburg (Duitsland)
- 9de ASEM bijeenkomst van ministers van buitenlandse zaken: 25-26 mei 2009, Hanoi (Vietnam)
- 10de ASEM bijeenkomst van ministers van buitenlandse zaken: 6-7 juni 2011, Gödöllő (Hongarije)
- 11de ASEM bijeenkomst van ministers van buitenlandse zaken: 11-12 november 2013, New Delhi (India)